# Lovis Corinth
Lovis Corinth, właściwie Franz Heinrich Louis Corinth (IPA: [′ko:nnt]; ur. 21 lipca 1858 w Tapiewie, zm. 17 lipca 1925 w Zandvoort) – niemiecki malarz i grafik, przedstawiciel impresjonizmu, wywarł wpływ na ekspresjonizm niemiecki. Malował obrazy o tematyce mitologicznej, religijnej, pejzaże, akty, portrety i martwe natury. Zajmował się grafiką, wykonywał akwaforty, litografie oraz ilustracje do książek.

## Życiorys
Był synem garbarza, jednym z pięciorga rodzeństwa. W latach 1866–1873 kształcił się w renomowanym gimnazjum królewieckim, a następnie (od 1876) w tamtejszej Akademii Sztuk Pięknych, będąc uczniem Otto Günthera, u którego zdobywał podstawy malarstwa historycznego. Studia uzupełniał w Berlinie i Weimarze.
W 1880 rozpoczął studia na Akademii Sztuk Pięknych w Monachium. Odbywszy ochotniczo służbę wojskową, przez trzy miesiące studiował w Antwerpii malarstwo rodzajowe u Paula Gorge’a (1884). Jego obraz Das Komplott (Sprzysiężenie) nagrodzony w Londynie brązowym medalem, w 1885 wystawiono też na Salonie Paryskim. Do 1887 studia kontynuował w paryskiej pracowni akademika Bouguereau i w Académie Julian, gdzie doskonalił się szczególnie w malarstwie aktu.
W 1891 zamieszkał w Monachium, gdzie inspirował go wpływ Maxa Klingera i Franza von Stucka. Jesienią 1901 przeniósł się do Berlina i w nowym środowisku włączył się w nurt sztuki progresywnej, zbliżając się m.in. do Maxa Liebermanna i Maxa Slevogta. Założył tam „szkołę malarstwa dla niewiast”, a w 1903 poślubił swą pierwszą uczennicę i modelkę Charlotte Berend. Został członkiem berlińskiej „Secesji”, w 1915 wybrano go jej przewodniczącym.

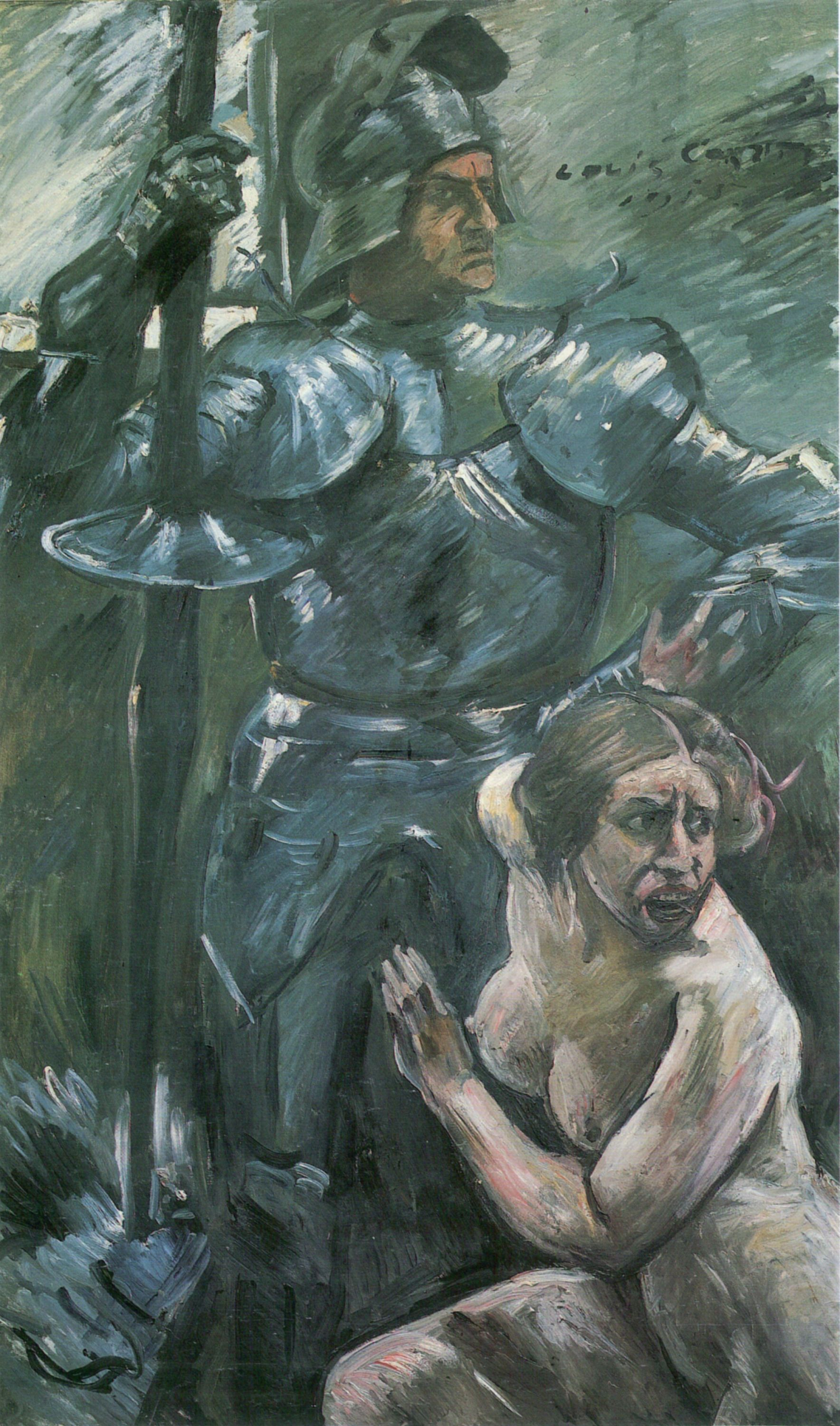
Pod zbrojną ochroną (1915)

Wskutek ataku apopleksji doznał w 1911 lewostronnego paraliżu ciała.
Rozpoczętą wojnę światową ideowo aprobował, tworząc gloryfikujące ją obrazy (np. propagandowy Pod zbrojną ochroną, 1915). Jej zakończenie wraz z klęską kajzerowskiej Rzeszy zniweczyły jego nadzieje na zapoczątkowanie „odnowy niemieckiego malarstwa” z nadaniem mu rangi światowej.
W 1918 w Berlińskiej Akademii Sztuki przyznano mu tytuł profesora. 15 marca 1921 otrzymał tytuł doktora honoris causa Uniwersytetu w Królewcu. W 1925 został członkiem honorowym Bawarskiej Akademii Sztuki. W 1896 został współzałożycielem dotychczas istniejącej masońskiej loży In Treue fest.
Był autorem pism poświęconych sztuce malarskiej, m.in. autobiograficznych Legenden aus dem Künstlerleben oraz podręcznika Das Erlernen der Malerei (1908); napisał też biografię Leistikowa (1910) i rozpoczętą w 1906 autobiografię, wydaną pośmiertnie w 1926.
Od 1918 corocznie spędzał lato w swej bawarskiej posiadłości w Urfeld nad jeziorem Walchensee, będącym głównym tematem jego licznych górskich pejzaży. Zmarł w wieku 67 lat wskutek zapalenia płuc podczas podróży artystycznej do Amsterdamu.

## Twórczość
Obok Slevogta i Liebermanna Corinth znamiennie reprezentuje charakterystyczny impresjonizm niemiecki, będąc zarazem prekursorem nowego kierunku jako twórca torujący drogę tamtejszemu ekspresjonizmowi.
Kształcąc się w akademii królewieckiej, tworzył początkowo pod wpływem malarstwa starych mistrzów flamandzkich i holenderskich (Fransa Halsa, Rembrandta, zwłaszcza Rubensa, a także Velázqueza) oraz pejzaży J.-F. Milleta. Malarstwo jego odznaczające się ciężkim i zmysłowym naturalizmem, skłaniało się ku tematom orgiastycznym oraz dość płytkim alegoriom heroicznym. Od połowy lat 80., podczas studiów w Paryżu, artysta odszedł już od pierwotnej idealizacji przedstawień (np. studium cierpienia w portrecie umierającego ojca, 1888), ale formalnie i tematycznie nie zerwał wciąż z tendencją klasycyzującą (Zuzanna i starcy, Diogenes).

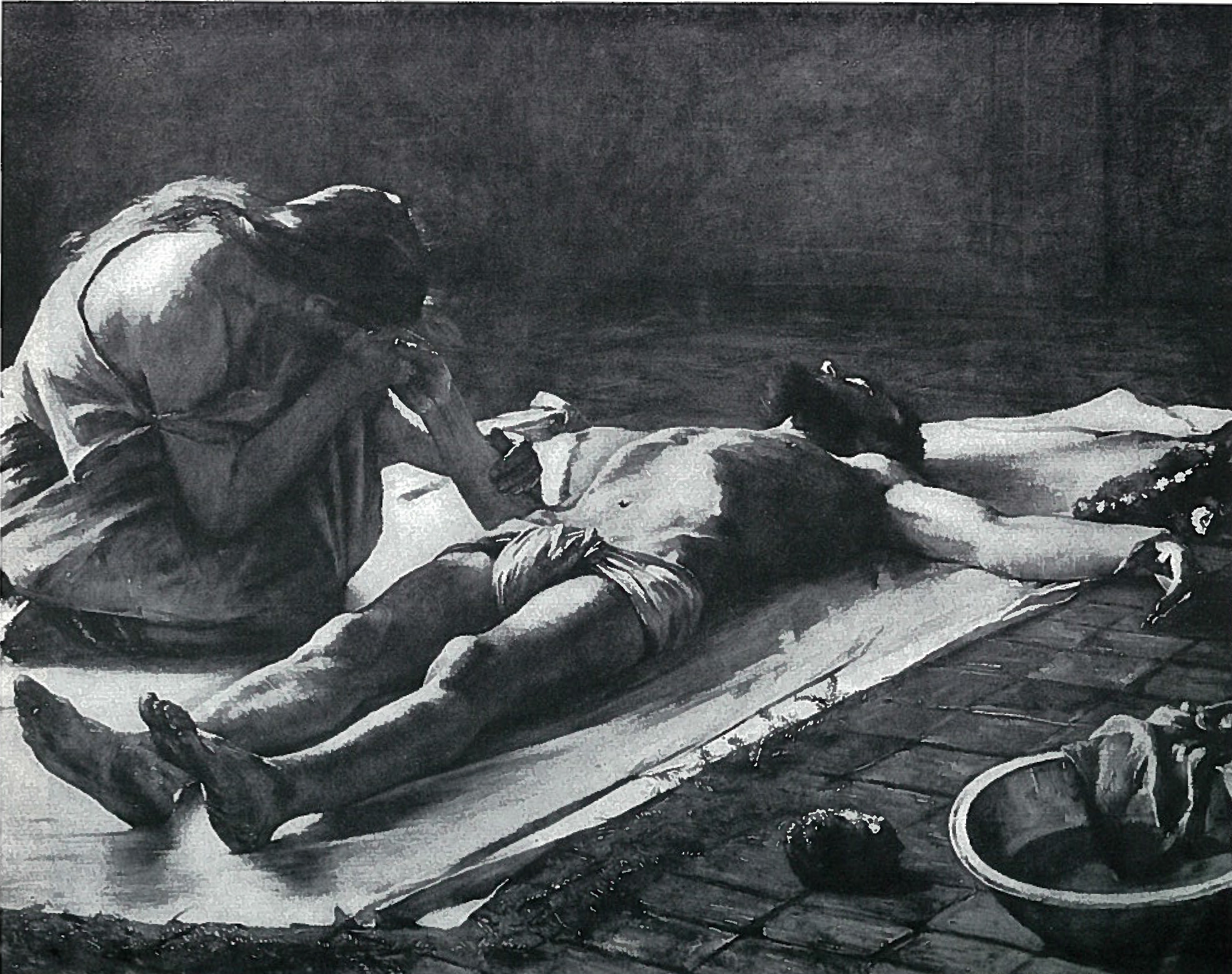
Pietà (1889; obraz zaginiony)

W 1895 otrzymał w Paryżu złoty medal za obraz Zdjęcie z krzyża, który zyskał mu miano współczesnego Rubensa (uprzednio wystawiony w monachijskim Glaspalast i będący pierwszym obrazem sprzedanym). Podejmując tak spopularyzowany w sztuce motyw religijny, zwrócił uwagę plastycznym przedstawieniem nagiego ciała w sposób niemal zmaterializowany oraz spotęgowaniem tragizmu tej sceny poprzez niezwykłe jej naświetlenie w otaczającym mroku. Ujęcie to zastosował we wcześniejszym przedstawieniu Pietà (1890), wystawionym i wyróżnionym na Salonie Paryskim, a zaginionym podczas ostatniej wojny. Od 1892 powstawał też ekspresyjny cykl obrazów z rzeźni, zaskakujących zarówno ujęciem, jak i samym tematem.
W tym czasie Corinth eksperymentował w zakresie technik malarskich, kierując się ku impresjonizmowi, co uwidoczniło się już w Autoportrecie ze szkieletem m.in. w potraktowaniu detali i rozłożeniu akcentów świetlnych. Połączenie klasycystycznego tematu z nowatorską formą w obrazie Salome z głową św. Jana (1900), oprócz wzrostu popularności zwróciło uwagę na zmienny i prowokacyjny charakter jego osobowości artystycznej.
Psychiczny wstrząs i trwała utrata zdrowia sprawiły, że od 1911 warsztat i nurt twórczości artysty uległ radykalnej przemianie. Corinth odszedł od powierzchownej zmysłowości i poszukiwań trójwymiarowej perspektywy, oddając całą przestrzeń w silnym ruchu barwnej materii ze śmielszym perspektywicznym ujęciem. Nowy, nacechowany ekspresją i bardziej spontaniczny sposób malowania silniejszymi pociągnięciami pędzla, operuje też ciemniejszymi, ostro skontrastowanymi barwami. W tym czasie artysta zajął się również działalnością ilustracyjną.
W nurcie ekspresji powstają i przedstawienia religijne, prowokujące ujęciem w postaci agresywnego przetworzenia tematu (Oślepiony Samson 1912, Kain i Abel 1917, Czerwony Chrystus 1922). Na ich tle wyróżnia się kontrowersyjny Ecce homo (1925), ukazujący kobietę w więzach pomiędzy lekarzem a zbrojnym oprawcą. Wybitne znamiona ekspresjonizmu okazuje Wielki autoportret przed Walchensee (1924).
Nad Walchensee Corinth do końca zajmował się doskonaleniem ekspresyjnego stylu, oprócz martwych natur (kwiatów) najchętniej malując krajobrazy o silnym skontrastowaniu barw i z zatarciem poprzedniej dokładności szczegółów. Ta sama tendencja uwidacznia się w jego malarstwie portretowym, które w późniejszym okresie nacechowane jest większą emocjonalnością. Będąc cenionym portrecistą, malował m.in. polityka Friedricha Eberta, admirała von Tirpitza, malarzy Leistikowa i Liebermanna, krytyka Meiera-Graefego. W licznych autoportretach powstających w ciągu życia dokumentalnie rejestrował zmiany zachodzące w wyglądzie osobistym.

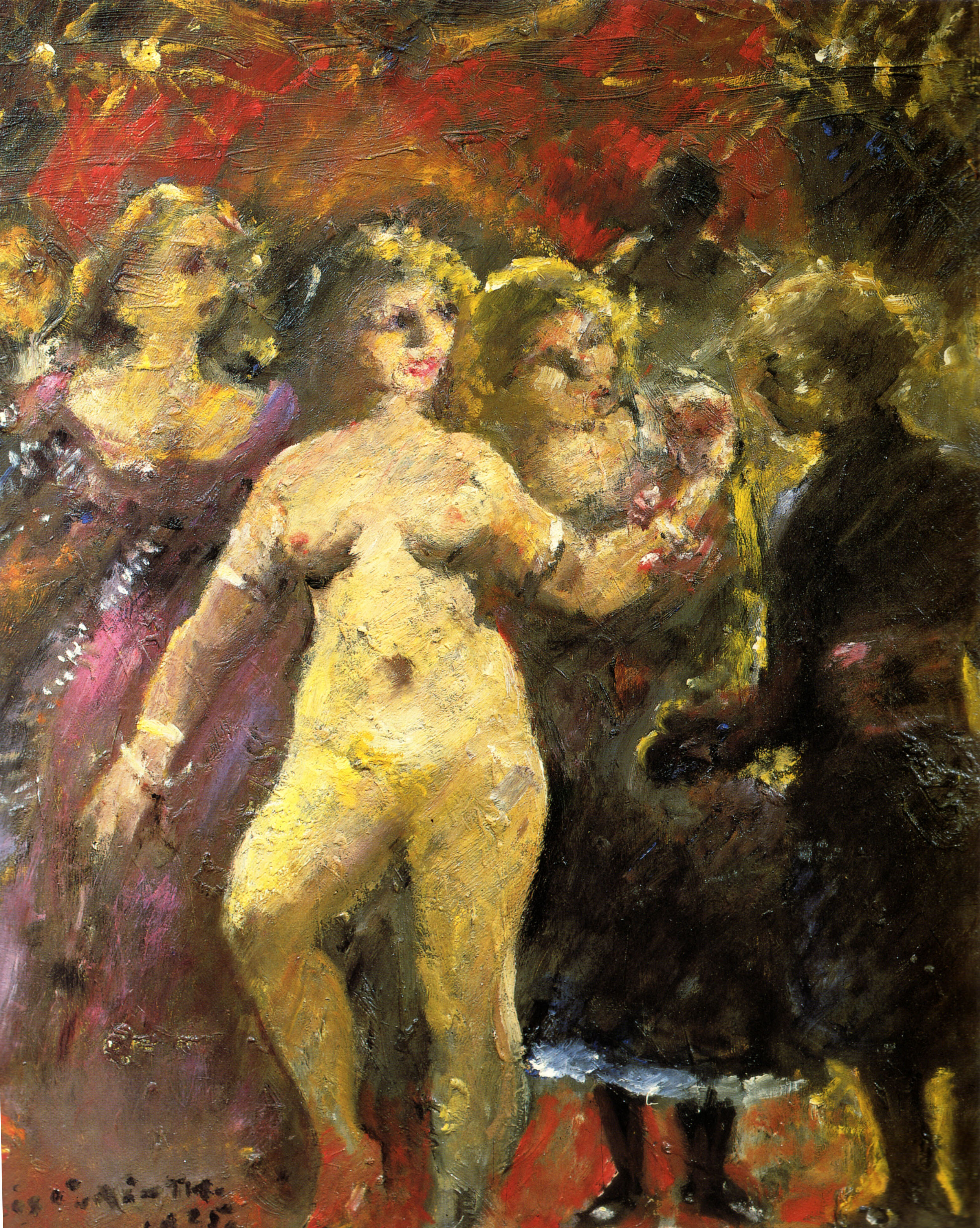
Zaliczona do „zdegenerowanych” Piękna Imperia (1925)

## Późniejsza recepcja
W okresie hitleryzmu wczesne prace Corintha spotkały się z aprobatą, natomiast późniejsze, o charakterze ekspresjonistycznym napiętnowano jako „sztukę zdegenerowaną”. 295 jego prac skonfiskowano (w tym obrazy ze zbiorów Galerii Narodowej i hamburskiej Kunsthalle); niektóre znalazły się w 1937 na monachijskiej wystawie tzw. sztuki zdegenerowanej, większość obrazów sprzedano za granicę, głównie do Szwajcarii.
Od połowy ubiegłego stulecia do chwili obecnej obserwuje się powrót jego popularności i wzrost zainteresowania jego malarstwem, czego świadectwem jest wiele wystaw prac Corintha oraz liczba poświęconych mu wydawniczych publikacji.

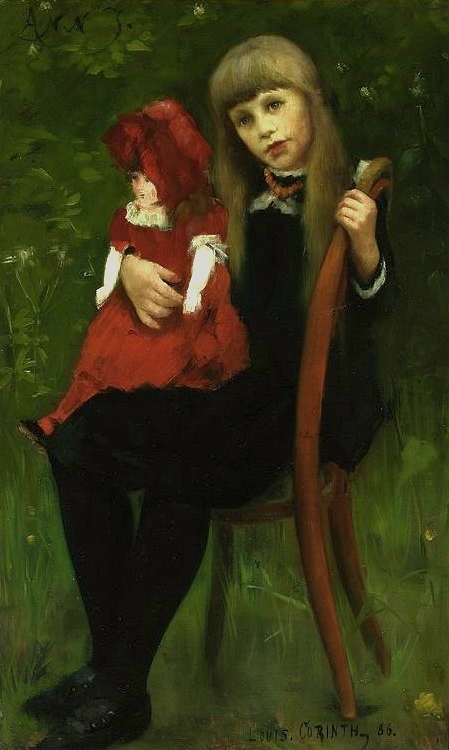
Portret Anny Schaumberg z lalką

## W zbiorach polskich
Muzea polskie posiadają następujące obrazy Lovisa Corintha:
- Muzeum Narodowe w Warszawie: Anna Schaumberg z lalką (1886)
- Muzeum Narodowe we Wrocławiu: Las. Powódź nad Jeziorem Starnberskim (1896)
- Muzeum Narodowe w Szczecinie: Portret pisarza Georga Hirschfelda i jego żony Elli (1903)
- Muzeum Narodowe w Gdańsku: Akt kobiecy (1909)
- Muzeum Narodowe w Poznaniu: Autoportret jako chorążego (1911)

## Galeria

W rzeźni (1893)
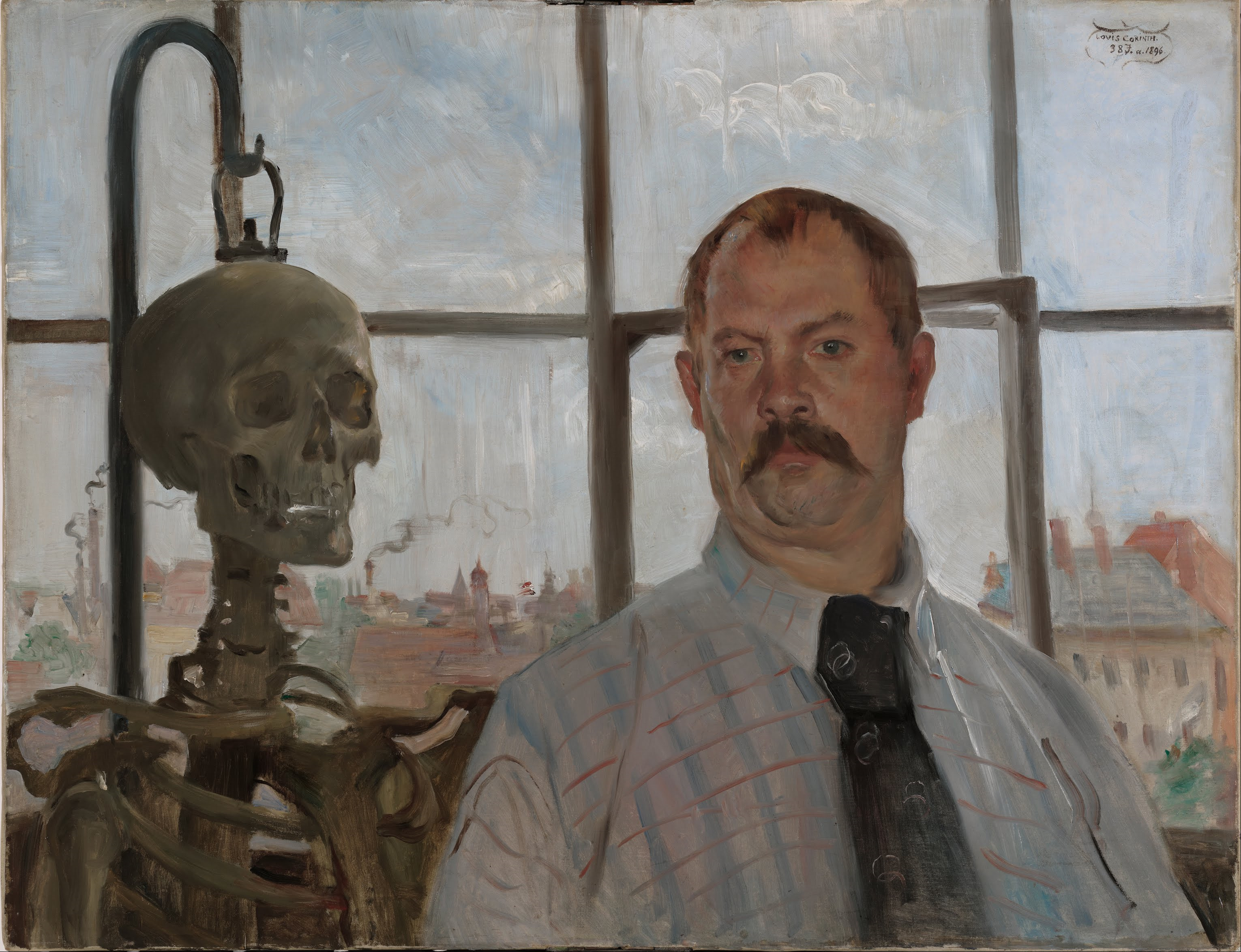
Autoportret ze szkieletem (1896)
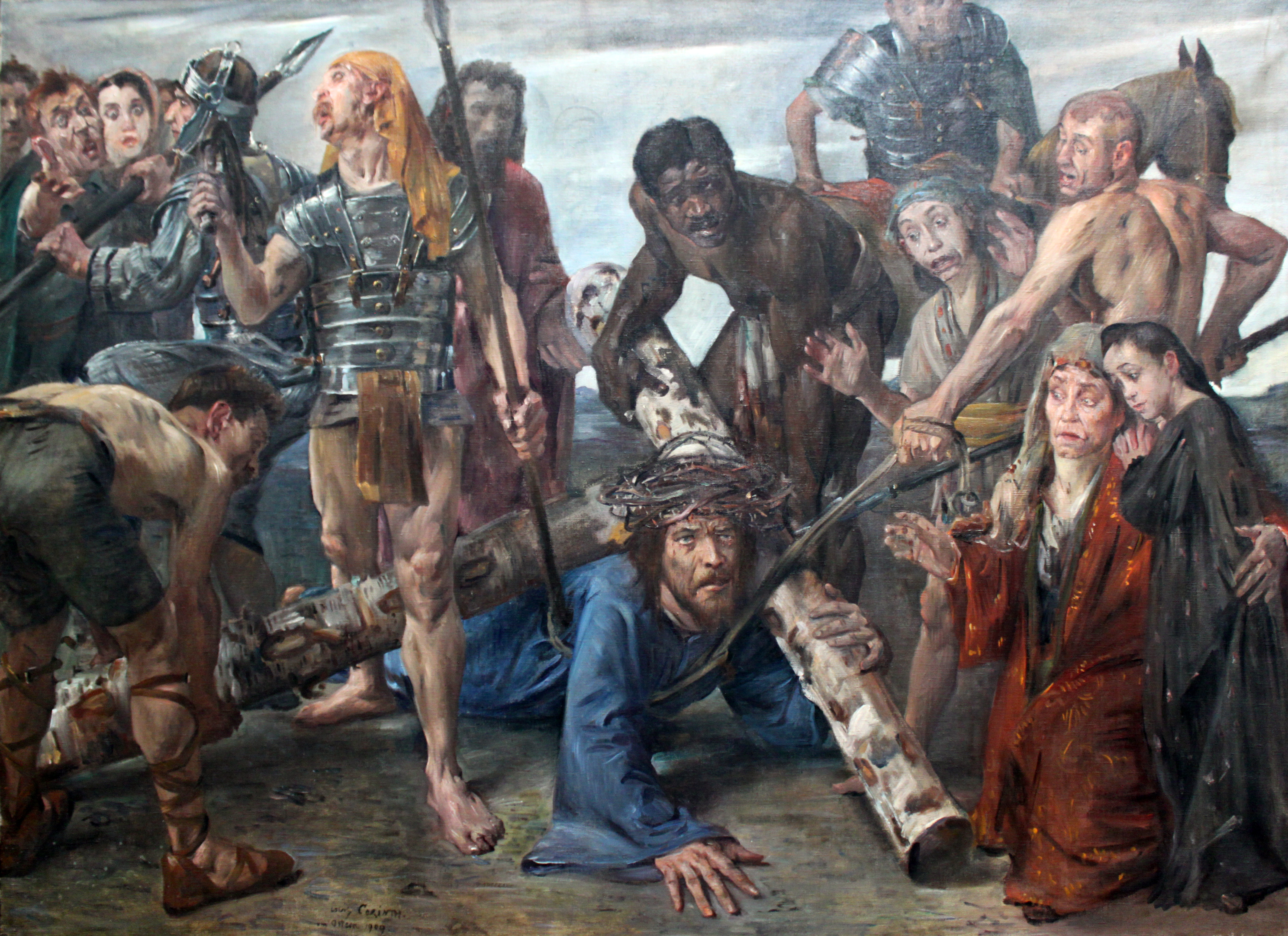
Pod krzyżem (1909)
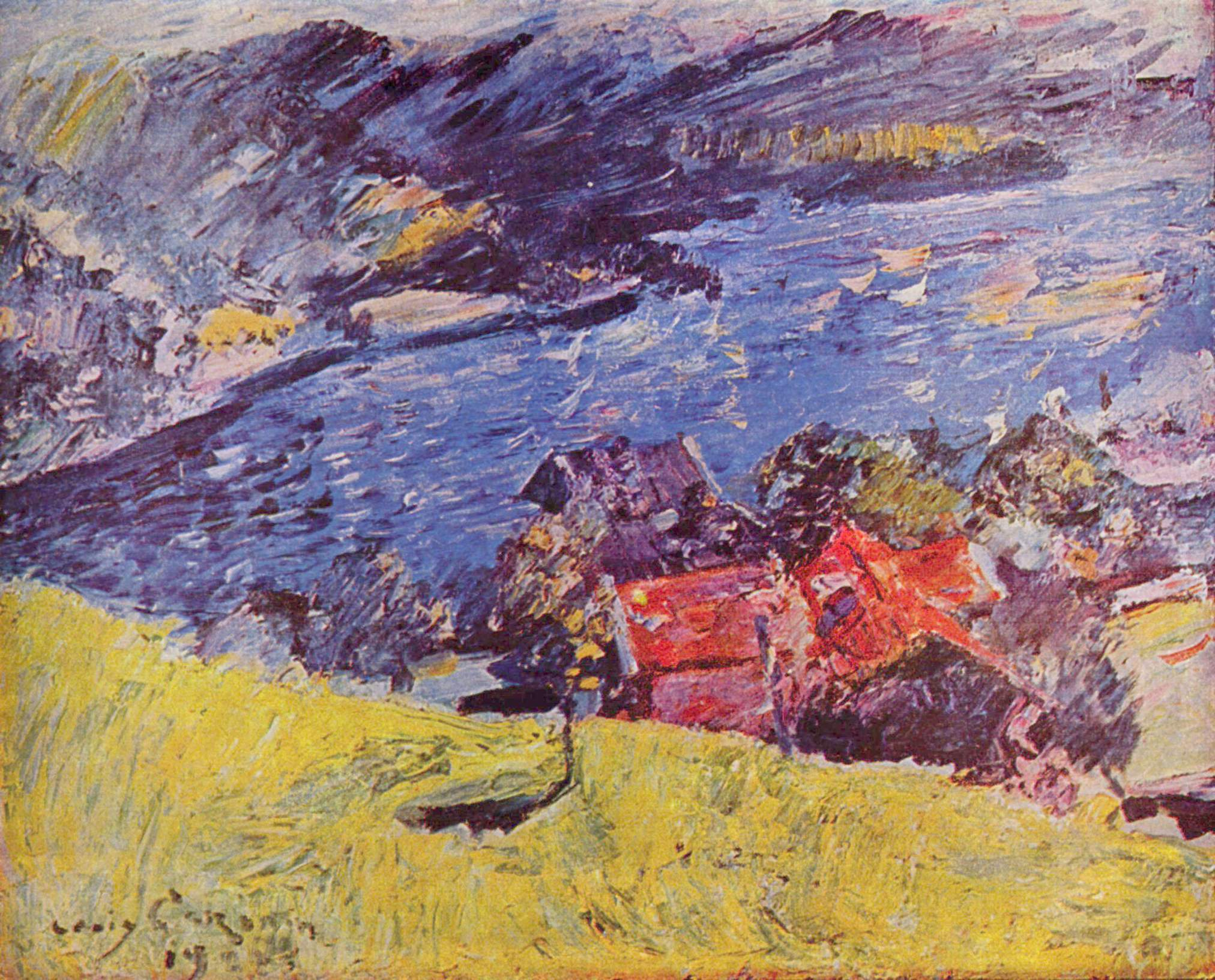
Jezioro Walchensee (1924)